# Théorie du schéma d'attention
La théorie du schéma d'attention (attention schema theory en anglais) est une théorie neuroscientifique et évolutionniste de la conscience développée par le neuroscientifique Michael Graziano,. Elle postule que le cerveau construit la conscience comme un modèle schématique du processus d'attention,. C'est une théorie matérialiste de la conscience, qui partage des similitudes avec les idées illusionnistes de philosophes comme Daniel Dennett, Patricia Churchland ou Keith Frankish,.
Graziano a proposé qu'un schéma d'attention soit comme la représentation interne que le cerveau se fait du corps. De même que le cerveau construit un modèle simplifié du corps pour aider à surveiller et contrôler ses mouvements, le cerveau construit aussi un modèle simplifié de l'attention pour aider à surveiller et contrôler l'attention. Les informations contenues dans ce modèle, décrivant une version imparfaite et simplifiée de l’attention, amènent le cerveau à conclure qu’il a des expériences subjectives. La construction de la conscience subjective est le modèle efficace mais imparfait que le cerveau a de sa propre attention. Cette approche vise à expliquer comment la conscience et l'attention sont similaires à bien des égards, mais sont parfois dissociées, comment le cerveau peut être conscient des événements internes et externes, et fournit également des prédictions testables.

## Résumé de la théorie
La théorie du schéma d'attention décrit comment une machine de traitement de l'information peut prétendre avoir une expérience consciente et subjective de quelque chose. Selon cette théorie, le cerveau est un processeur d’informations captif des informations qu’il construit. La machine n’a pas de moyen de discerner ses affirmations de la réalité. Dans cette approche, le défi de l’explication de la conscience n’est pas « Comment le cerveau produit-il une expérience interne ineffable ? », mais plutôt « Comment le cerveau construit-il une description originale de lui-même et quel est le rôle cognitif utile de ce modèle de soi ? ». Un aspect crucial de la théorie est la connaissance basée sur des modèles. Le cerveau construit de riches modèles internes qui se situent sous le niveau de la cognition supérieure et du langage. La cognition a un accès partiel à ces modèles internes, et nous rapportons le contenu de ces modèles comme si nous rapportions la réalité elle-même.
La théorie du schéma d'attention peut être résumée en trois grands points. Premièrement, le cerveau est un appareil de traitement de l’information. Deuxièmement, il a la capacité de concentrer ses ressources de traitement de l'information sur certains signaux plutôt que d’autres. Ce qui peut s'effectuer sur des signaux sensoriels entrants, ou bien sur des informations internes telles que des souvenirs spécifiques. Cette capacité à traiter des informations sélectionnées de manière ciblée est parfois appelée l’attention. Troisièmement, le cerveau utilise non seulement le processus d’attention, mais il construit également un ensemble d’informations, ou une représentation, décrivant l’attention. Cette représentation, ou modèle interne, est le schéma d'attention.
Selon cette théorie, le schéma d’attention fournit les informations requises permettant à la machine de formuler des affirmations sur la conscience. Lorsque la machine prétend être consciente d'une chose X – lorsqu’elle prétend avoir une conscience subjective, ou une possession mentale, de cette chose X – la machine utilise une cognition supérieure pour accéder à un schéma d’attention et rapporte les informations qu’il contient.
Par exemple, supposons qu’une personne regarde une pomme. Lorsque la personne déclare : « J’ai une expérience subjective de cette pomme rouge brillante », trois éléments sont liés entre eux dans cette affirmation : le sujet lui-même, la pomme et une expérience subjective. L’affirmation sur la présence d’un soi dépend de l’accès cognitif à un modèle de soi. Sans un modèle de soi, sans les informations requises, le système serait incapable de faire des affirmations faisant référence au soi. L’affirmation sur la présence et les propriétés d’une pomme dépend de l’accès cognitif à un modèle de la pomme, vraisemblablement construit dans le système visuel. Encore une fois, sans les informations requises, le système serait évidemment incapable de faire des déclarations sur la pomme ou ses propriétés visuelles. Dans cette théorie, l’affirmation de la présence d’une expérience subjective dépend de l’accès cognitif à un modèle interne d’attention. Ce modèle interne ne fournit pas une description scientifiquement précise de l’attention, avec les détails complets des neurones, des synapses latérales inhibitrices et des signaux en compétition. Au lieu de cela, le modèle reste silencieux sur les mécanismes physiques de l’attention. Comme tous les modèles internes du cerveau, il est simplifié et schématique par souci d’efficacité.
En accédant aux informations contenues dans ces trois modèles internes liés, la machinerie cognitive affirme qu'il y a un soi, qu'il y a une pomme et que le soi possède mentalement la pomme. La possession mentale, en elle-même, est invisible et n'a pas de propriétés physiquement descriptibles, mais a un emplacement quelque part à l'intérieur du corps et un ancrage spécifique à la pomme. Cette essence mentale permet au soi de comprendre, de réagir et de se souvenir de la pomme. La machine, en s’appuyant sur ce modèle d’attention incomplet et inexact, prétend avoir une conscience métaphysique de la pomme.
Dans la théorie du schéma d'attention, l'expérience subjective, ou la conscience, ou la possession mentale ineffable de quelque chose, est une construction simplifiée qui est une description assez bonne, quoique peu détaillée, de l'acte d'assister à quelque chose. Le modèle interne d’attention n’est pas construit à un niveau cognitif supérieur. Ce n'est pas une théorie du soi cognitif. Cela ne s’apprend pas. Au lieu de cela, il est construit en-dessous du niveau de la cognition et est automatique, tout comme le modèle interne de la pomme et le modèle interne du soi. Vous ne pouvez pas empêcher la construction de ces modèles de cette manière particulière. En ce sens, on pourrait appeler le schéma d’attention un modèle d’attention de type perception, pour le distinguer d’un modèle cognitif d’ordre supérieur tel qu’une croyance ou une théorie raisonnée intellectuellement.
La théorie du schéma d'attention explique comment une machine dotée d'un schéma d'attention contient les informations requises pour prétendre être conscient de quelque chose, qu'il s'agisse de la conscience d'une pomme, de la conscience d'une pensée ou de la conscience de soi. Elle fournit une explication à comment la machine parle de la conscience de la même manière que nous ; et comment la machine, en accédant à ses informations internes, ne trouve pas de méta-informations explicatives. C'est une machine qui calcule une conclusion, ou qui accède à son modèle interne, mais qui n'apprend que les principaux aspects des modèles internes.
La théorie du schéma d'attention est cohérente avec la perspective appelée illusionnisme. Le terme « illusion » peut cependant avoir des connotations qui ne conviennent pas tout à fait à cette théorie. Trois problèmes se posent avec cette étiquette. Premièrement, beaucoup de gens assimilent une illusion à quelque chose de répréhensible ou de nuisible. Si nous pouvons voir à travers l’illusion, nous nous porterons mieux. Pourtant, dans la théorie de schéma d'attention, le schéma d’attention est un modèle interne qui fonctionne bien. Il n’est pas forcément dérégulé ou erroné. Deuxièmement, la plupart des gens ont tendance à assimiler une illusion à un mirage. Un mirage indique faussement la présence de quelque chose qui n’existe pas réellement. Si la conscience est une illusion, alors, implicitement, rien de réel n’est présent derrière l’illusion. Mais dans la théorie du schéma d'attention, ce n’est pas le cas. La conscience est une bonne explication, bien que pauvre en détails, de quelque chose de bien réel : l’attention. Nous avons bien de l’attention, un processus physique et mécaniste qui émerge des interactions entre neurones. Lorsque nous affirmons être subjectivement conscients de quelque chose, nous fournissons une version légèrement schématisée de la vérité littérale. Troisièmement, une illusion est ressentie par quelque chose. Ceux qui qualifient la conscience d’illusion veillent extrêmement à définir ce qu’ils entendent par « expérience ». Mais la théorie du schéma d'attention n’est pas une théorie sur la façon dont le cerveau ressent ses expériences. C'est une théorie sur la façon dont le cerveau fait des affirmations – comment il affirme avoir des expériences subjectives – et étant coincée dans une boucle logique, ou captif de ses propres informations internes, il ne peut échapper à ces affirmations.
Dans la théorie, un schéma d’attention n’a pas évolué de sorte à pouvoir affirmer être conscient. Il a évolué pour procurer des avantages adaptifs fondamentaux dans la perception, la cognition et l’interaction sociale.
Deux principaux types de fonctions ont été proposés pour le schéma d'attention. La première consiste à aider à contrôler l’attention. Un bon contrôleur doit intégrer un modèle interne. Ainsi, dans le cerveau, le contrôleur de l'attention doit intégrer un modèle interne d'attention – un ensemble d'informations continuellement mises à jour et qui reflètent la dynamique et l'état changeant de l'attention. Puisque l’attention est l’un des processus les plus répandus et les plus importants dans le cerveau, le schéma d’attention proposé, aidant à contrôler l’attention, serait d’une importance fondamentale pour le système. Un ensemble croissant de preuves comportementales soutiennent cette hypothèse. Lorsque la conscience subjective d’un stimulus visuel est absente, les gens peuvent toujours diriger leur attention sur ce stimulus, mais cette attention perd certains aspects de son contrôle. Il est moins stable dans le temps et moins adaptable aux perturbations,. Ces résultats soutiennent la proposition selon laquelle la conscience agit comme le modèle interne de contrôle de l’attention.
Une deuxième fonction proposée d'un schéma d'attention concerne la cognition sociale – utiliser le schéma d'attention pour modéliser les états attentionnels des autres ainsi que de nous-mêmes. L’un des principaux avantages de cette utilisation publique et sociale d’un schéma d’attention réside dans la prédiction comportementale. En tant qu’animaux sociaux, nous survivons dans le monde en partie en prédisant le comportement des autres. Nous planifions également notre avenir en partie en prédisant nos propres actions. Mais l’attention est l’une des influences dominantes sur notre comportement. On est susceptibles de s'orienter vers ce à quoi on prête attention. Un bon modèle de l’attention, de sa dynamique et de ses conséquences, serait utile pour prédire les comportements.

## Analogie avec le schéma corporel
La théorie du schéma d'attention a été développé par analogie avec les travaux psychologiques et neuroscientifiques sur le schéma corporel, un domaine de recherche auquel Graziano a largement contribué dans ses publications précédentes. Dans cette section, les idées centrales sont expliquées via une analogie avec le schéma corporel.
Supposons qu’une personne, Kevin, tende la main et attrape une pomme. Vous demandez à Kevin ce qu'il tient. Il peut vous dire que l’objet est une pomme et il peut décrire les propriétés de la pomme. Parce que le cerveau de Kevin a construit une description schématique de la pomme, parfois appelée modèle interne. Le modèle interne est un ensemble d'informations, telles que la taille, la couleur, la forme et l'emplacement, qui sont constamment mises à jour à mesure que de nouveaux signaux sont traités. Le modèle permet au cerveau de Kevin de réagir à la pomme et même de prédire comment la pomme pourrait se comporter dans différentes circonstances. Le cerveau de Kevin a construit un schéma interne de la pomme. Ses processeurs cognitifs et linguistiques ont un certain accès au modèle interne d'une pomme, et Kevin peut donc répondre verbalement aux questions sur la pomme.
Maintenant, vous demandez à Kevin : « Comment tiens-tu la pomme ? Quelle est votre relation physique avec la pomme ? » Une fois de plus, Kevin peut répondre. Car en plus d'un modèle interne de la pomme, le cerveau de Kevin construit également un modèle interne de son corps, y compris celui de son bras et de sa main. Ce modèle interne, aussi parfois appelé schéma corporel, est un ensemble d'informations, constamment mises à jour à mesure que de nouveaux signaux sont traités. Ces informations spécifient la taille et la forme des membres de Kevin, comment ils sont articulés, comment ils ont tendance à bouger, dans quel état ils se trouvent à chaque instant, et dans quel état ils seront probablement au cours des prochains instants. L'objectif principal de ce schéma corporel est de permettre au cerveau de Kevin de contrôler les mouvements. Parce qu’il connaît l’état dans lequel se trouve son bras, il peut mieux guider son mouvement. Un effet secondaire de son schéma corporel est qu’il peut parler explicitement de son corps. Ses processeurs cognitifs et linguistiques ont un certain accès au schéma corporel, et Kevin peut donc répondre : « Mon bras est tendu, la pomme est dans ma main. »
Le schéma corporel est limité. Si vous demandez à Kevin : « Combien de muscles avez-vous dans votre bras ? Où s’attachent-ils aux os ? » Son schéma corporel ne lui permet pas de répondre. Il a peut-être des connaissances intellectuelles glanées dans un livre, mais il n'a pas de connaissance directe des muscles de son bras particulier. Le schéma corporel manque de ce niveau mécanistique de détail.
La théorie du schéma d'attention va encore plus loin dans cette analyse. Kevin fait bien plus que saisir physiquement la pomme. Il prête également attention à la pomme.
Pour comprendre la théorie du schéma d'attention, il est nécessaire de préciser la définition correcte de l’attention. Le mot est utilisé familièrement de plusieurs manières, ce qui peut prêter à confusion. Ici, cela signifie que le cerveau de Kevin a concentré certaines ressources sur le traitement de l'information liée à la pomme. Le modèle interne de la pomme a été amélioré en termes de force de signal et, par conséquent, le cerveau de Kevin traite la pomme en profondeur. Il est ainsi plus susceptible de stocker des informations la concernant en mémoire et est plus susceptible de déclencher une réponse comportementale liée à la pomme. Dans cette définition du mot, l’attention est un processus mécanistique de traitement des données. Cela implique un déploiement relatif de ressources de traitement sur un signal spécifique.
Maintenant, vous demandez à Kevin : « Quelle est votre relation mentale avec la pomme ? » Kevin peut également répondre à cette question. La raison, selon la théorie du schéma d'attention, est que le cerveau de Kevin construit non seulement un modèle interne de la pomme et un modèle interne de son corps, mais également un modèle interne de son attention. Ce schéma d'attention est un ensemble d'informations qui décrivent ce qu'est l'attention, quelles sont ses propriétés fondamentales, quelles sont sa dynamique et ses conséquences, et dans quel état elle se trouve à un moment donné. La machinerie cognitive et linguistique de Kevin a un certain accès à ce modèle interne et Kevin peut donc décrire sa relation mentale avec la pomme. Cependant, tout comme dans le cas du schéma corporel, le schéma d’attention manque d’informations sur les détails mécanistiques. Il ne contient pas d’informations sur les neurones, les synapses ou les signaux électrochimiques qui rendent l’attention possible. Donc, Kevin déclare posséder une propriété dépourvue d’attributs physiques clairs. Il dit : « J’ai une compréhension mentale de la pomme. Cette possession mentale, en soi, n’a aucune propriété physique. Simplement, ça existe et c'est vaguement localisé en moi. C'est ce qui me permet de connaître cette pomme. Ça me permet de me souvenir de la pomme ou d'y réagir. C'est ma conscience qui s'empare de la pomme – qui fait l'expérience de la pomme. Ici, Kevin décrit une conscience subjective et expérientielle de la pomme. La conscience, telle qu'il la décrit, semble transcender le mécanisme physique parce qu'elle est une description incomplète d'un mécanisme physique. Le récit de Kevin sur sa conscience est une description partielle et schématique de son état d'attention.
L'exemple donné ici concerne la conscience d'une pomme. Cependant, la même logique pourrait s’appliquer à n’importe quoi : la conscience d’un son, d’un souvenir ou de soi-même dans son ensemble.
Dans la théorie du schéma d'attention, du fait que nous prétendons être conscients, quelque chose dans le cerveau doit donc avoir calculé les informations requises sur la conscience pour permettre au système de produire cette affirmation. La théorie du schéma d'attention propose une fonction adaptative à ces informations : elles servent de modèle interne à l'une des caractéristiques les plus importantes du cerveau, l'attention.

## Contrôle de l'attention
L’hypothèse centrale de la théorie du schéma d'attention est que le cerveau construit un modèle interne d’attention, le schéma d’attention. La fonction adaptative principale de ce schéma d’attention est de d'améliorer le contrôle de l'attention et de le rendre plus flexible. Dans la théorie du contrôle des systèmes dynamiques, un système de contrôle fonctionne mieux et de manière plus flexible s’il construit un modèle interne de l’élément qu’il contrôle. Un système de pilotage automatique d’avion fonctionnera mieux s’il intègre un modèle de la dynamique de l’avion. Un contrôleur d'air et de température dans un bâtiment fonctionne mieux s'il intègre un modèle riche et prédictif de la dynamique du flux d'air et de la température du bâtiment. Le contrôleur de l'attention du cerveau fonctionne mieux en construisant un modèle interne riche de ce qu'est l'attention, comment elle évolue au fil du temps, quelles sont ses conséquences et dans quel état elle se trouve à tout moment.
La plupart des recherches expérimentales sur la théorie du schéma d'attention se concentrent donc sur le contrôle de l’attention. Plus spécifiquement, lorsque les gens sont relativement moins conscients d’un stimulus visuel, tout en dirigeant leur attention vers ce stimulus, l’attention se comporte-t-elle comme si son contrôleur avait un modèle interne affaibli ou absent ? Les premières expériences suggèrent que cela pourrait être vrai, mais de nombreuses autres expériences seraient nécessaires pour prouver ce point,.

## Cognition sociale
Selon une proposition de la théorie du schéma d'attention, non seulement le cerveau construit un schéma d'attention pour modéliser son propre état d'attention, mais il utilise également le même mécanisme pour modéliser les états d'attention d'autres personnes. En effet, tout comme nous nous attribuons la conscience, nous l’attribuons également aux autres. Dans cette proposition, l’une des principales fonctions adaptatives d’un schéma d’attention est destinée à être utilisée dans la cognition sociale. Une partie de la recherche sur la théorie du schéma d'attention se concentre donc sur le chevauchement entre le fait que le cerveau affirme être conscient, et celui que le cerveau attribue de la conscience aux autres. Les premières recherches utilisant l'imagerie cérébrale chez l'homme suggèrent que les deux processus sollicitent des réseaux corticaux qui convergent vers la jonction temporopariétale,.